# Dean Falk

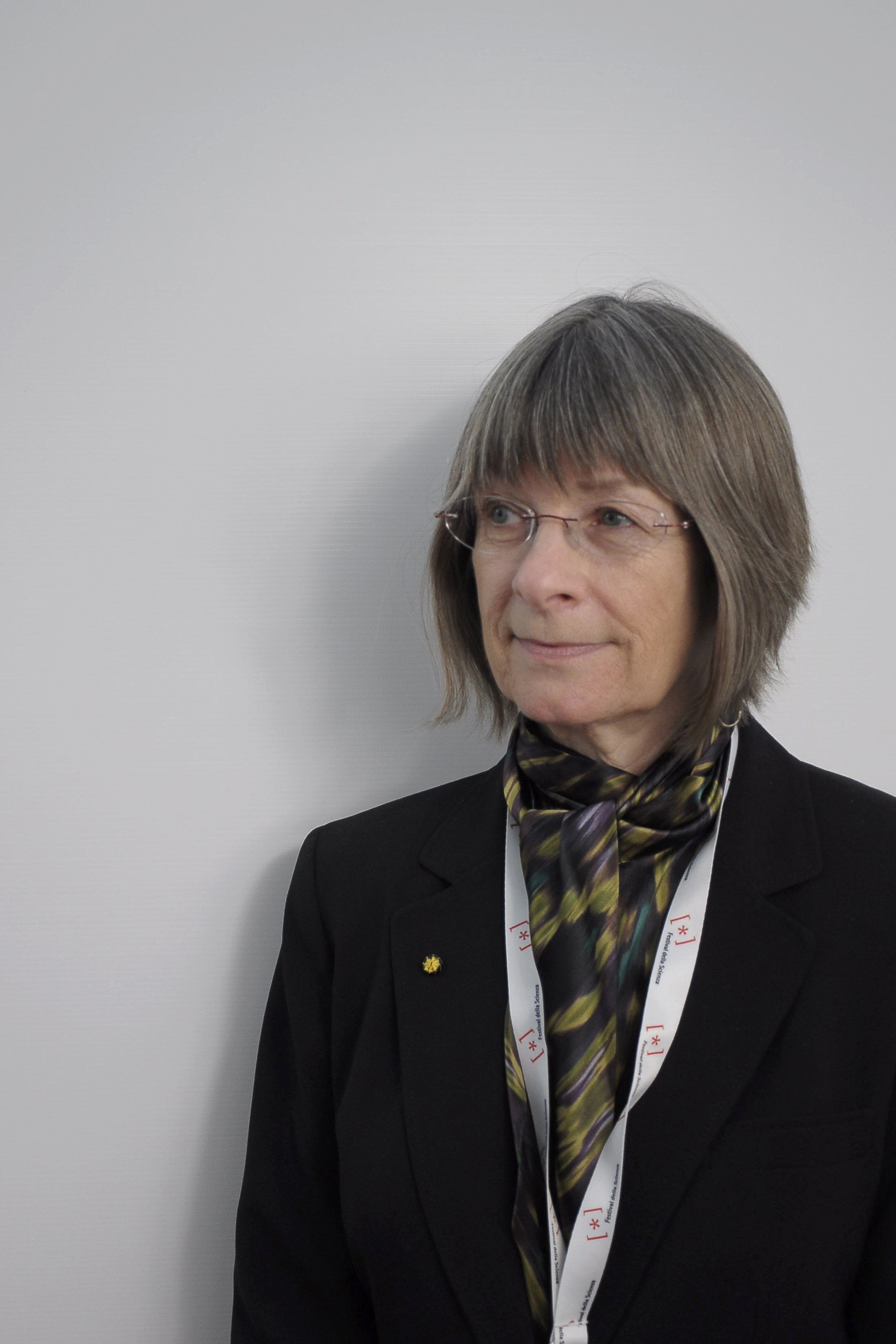
Dean Falk (2011)

Dean Falk (* 25. Juni 1944) ist eine US-amerikanische Anthropologin mit dem Spezialgebiet Entwicklung des Gehirns und der Wahrnehmung bei den Primaten. Falk lehrt Anthropologie an der Florida State University.
Nach der Entdeckung von Skelettteilen eines ca. 17.000 Jahre alten Menschen auf der indonesischen Insel Flores im Jahre 2003 wurden diese Funde als eine neue Art der Hominini, als Homo floresiensis, bezeichnet. Falk unterstützte diese Festlegung im Jahre 2005. 2007 wies sie durch Abgüsse des Inneren des Schädels des Fossils LB1 nach, dass Homo floresiensis vermutlich ein naher Verwandter des Homo erectus ist und kein Beispiel für die Mikrozephalie eines modernen Menschen (Homo sapiens).
2000 wurde sie zum Fellow der American Association for the Advancement of Science gewählt.

## Schriften (Auswahl)
- External Neuroanatomy of Old World Monkeys (Cercophitecoidae). Review in: Contributions to Primatology. Band 15, 1978, S. 1–95. PMID 97050.
- mit Este Armstrong (Hrsg.): Primate Brain Evolution: Methods and Concepts. Plenum Publishing Co., New York 1982, ISBN 0-306-40914-3.
- Evolution of the Brain and Cognition in Hominids. The sixty-second James-Arthur-Lecture. American Museum of Natural History, New York 1992.
- Braindance oder warum Schimpansen nicht steppen können. Die Evolution des menschlichen Gehirns. Birkhäuser Verlag, Basel 1994, ISBN 978-3-7643-2926-6.
- Braindance. Revised and Extended Edition. University Press of Florida, 2004, ISBN 978-0-8130-2738-8.
- Julian Paul Keenan in Zusammenarbeit mit Gorden G. Gallup und Dean Falk: Das Gesicht im Spiegel. Auf der Suche nach dem Ursprung des Bewusstseins. Ernst Reinhardt Verlag, München 2005, ISBN 978-3-497-01781-2.
- Wie die Menschheit zur Sprache fand. Mütter, Kinder und der Ursprung des Sprechens. Deutsche Verlagsanstalt, München 2010, ISBN 978-3-421-04327-6.[1]
- The Fossil Chronicles: How Two Controversial Discoveries Changed Our View of Human Evolution. University of California Press, Berkeley/London 2011, ISBN 978-0-520-26670-4.

## Belege
1. ↑  Weine nicht, wenn der Fressfeind kommt in: FAZ vom 13. November 2010, S. 34.

| Personendaten    | Personendaten                  |
| ---------------- | ------------------------------ |
| NAME             | Falk, Dean                     |
| KURZBESCHREIBUNG | US-amerikanische Anthropologin |
| GEBURTSDATUM     | 25. Juni 1944                  |